# Тамьян (Башкортостан)
Тамья́н (баш. Тамъян) — деревня в Мелеузовском районе Башкортостана, входит в состав Мелеузовского сельсовета.

## История
Основана в 30-е годы XX в. как посёлок, с 1970-х гг. — современный статус.

## Население
| 2002 | 2009 | 2010 |
| ---- | ---- | ---- |
| 223  | ↗426 | ↘353 |

Национальный состав
Согласно переписи 2002 года, преобладающая национальность — башкиры (79 %).

## Географическое положение
Находится на берегу реки Белой.
Расстояние до:
- районного центра (Мелеуз): 5 км,
- центра сельсовета (Каран): 2,5 км,
- ближайшей ж/д станции (Мелеуз): 5 км.

## Инфраструктура
Есть фельдшерско-акушерский пункт.